# Цетински партизански одред
Цетински народноослободилачки партизански (НОП) одред је био партизанска јединица у саставу Народноослободилачке војске и партизанских одреда Југославије током Другог светског рата у Хрватској.

## Историјат
Формиран је половином априла 1943. од Мосорског и Сињског батаљона, јачине 350 бораца, наоружаних са 260 пушака и 4 пушкомитраљеза. Већ 21. априла успешно је напао једну чету из 26. пука италијанске дивизије Бергамо и колону домобрана из 1. добровољачке пуковније код села Јесеница. После борбе против усташких и домобранских јединица, заузео је 5. маја село Цисту и ушао у напуштени Ловрећ. При нападу на рудник Кошуте код Сиња, заробио је 13. маја домобранску посаду и порушио рудничка постројења. У јуну и почетком јула, прекинуо је на више места далековод Сплит—Омиш, неколико пута порушио пругу Сињ—Сплит и нападао непријатељске колоне на цести Сињ—Tриљ. Истовремено је одбијао поновљене нападе делова дивизије Бергамо из Сплита и Омиша у правцу Мосора, и дејствовао према Имотском и Сињу. Заузео је села Вир и Пољице, и очистио од непријатеља засеоке око Имотског. Под притиском одреда непријатељ је напустио Триљ. За време италијанске операције Биоково-Мосор, водио је жестоке борбе против 31. батаљона 4. берсаљерског пука и 89. легије Црних кошуља код Жрновнице и једног батаљона 7. СС Принз Еуген дивизије код Ловрећа. Почетком августа 1943. два батаљона Одреда упућена су у саставу Групе ударних батаљона Далмације, а 14. септембра остатак одреда ушао је у састав 10. бригаде (Цетинске) 20. дивизије.